# Antonio Pini-Corsi
Antonio Pini-Corsi (Zadar, Croàcia, juny de 1858 o 1859 - Milà, 21 d'abril de 1918) fou un baríton italià.
Fou nebot del tenor italià Achille Corsi (1840-1906) i germà del tenor Gaetano Pini-Corsi (1860-1935), i com aquest últim, també va cantar al Gran Teatre del Liceu de Barcelona. Dotat d'una bella veu de baríton, debutà als divuit anys amb extraordinari èxit a Cremona. Interpretava amb la mateixa distinció els rols més seriosos que els còmics, malgrat que en els últims anys de la seva carrera s'hagué de limitar, generalment, a aquests últims, en els que no fou avantatjat per cap dels artistes lírics del seu temps.
Verdi li confià un dels seus papers més importants de Falstaff per l'estrena d'aquesta obra. Actuà alguna temporada en els teatres d'òpera de Madrid i Barcelona, sempre amb grans aplaudiments. Va actuar un total de 275 vegades al Metropolitan Opera de Nova York, entre 1899 i 1914.
Es va casar amb la mezzosoprano Clorinda Nistri, Clorinda Pini-Corsi després de casada (1828-1921), qui també va actuar al Liceu de Barcelona. El seu fill Umberto Pini-Corsi (1879-19211) fou també tenor.